# Steenhoffstraat 12
Steenhoffstraat 12 is een gemeentelijk monument in de gemeente Soest in de provincie Utrecht.
De villa werd in 1902 gebouwd naar een ontwerp van architect G. Sukkel. In 1920 werd aan de achterzijde een uitbouw met plat dak aangebouwd. Het pand staat op een verhoging en bestaat uit twee haaks op elkaar staande delen, In 2000 werd het pand gerestaureerd.
Links zijn drie lagen waarvan een laag van een verdieping met een overstekend zadeldak met de nok evenwijdig aan de Steenhoffstraat. Hierin bevindt zich ook de toegangsdeur. De rechter helft bestaat eveneens uit drie bouwlagen waarvan het bovenste met een overstekend zadeldak. Op de eerste verdieping is een balkon. De topgevel is versierd met decoraties die ook in de dakkapel zijn toegepast. De gevels en de vensters zijn verlevendigd met bepleisterde banden.